# 赤坂城之戰
赤坂城之戰（日语：赤坂城の戦い），是發生在日本鎌倉時代末期的元弘元年（1331年9月11日），後醍醐天皇和鎌倉幕府兩方勢力在河內國赤坂城（現今大阪府千早赤阪村）的一場戰鬥。

## 經過
鎌倉時代末期，正中之變的7年後，後醍醐天皇再度計畫倒幕，卻因為被六波羅探題事先察覺而再度失敗（元弘之變）。後醍醐天皇從宮中逃脫，在山城國笠置山再次舉兵，並獲得楠木正成在赤坂城舉兵響應。
楠木軍以游擊戰的方式，使用大木、熱水抵抗幕府軍的進攻，但是面對大軍的楠木正成知道無法進行長期抗戰。10月，正成將下赤坂城焚毀後逃亡。

## 關連項目
- 上赤坂城
- 下赤坂城

## 外部連結
- 千早赤阪村 （页面存档备份，存于）